# Fanòmac
Fanòmac (en llatí Phanomachus, en grec antic Φανόμαχος) fou un estrateg atenenc, fill de Cal·límac.
Va ser el general que va obtenir la rendició de la ciutat de Potidea l'any 429 aC, i no gaire temps després va tenir com a col·lega a Xenofont fill d'Eurípides en l'expedició contra Calcis a Eubea. El mencionen Tucídides i Diodor de Sicília.